# Meloidogyne arenaria
Espèce
Meloidogyne arenaria est une espèce de nématodes phytopathogènes de la famille des Meloidogynidae et du genre Meloidogyne.

## Plantes hôtes
Ce nématode parasite les plantes hôtes suivantes : Gerbera jamesonii, Impatiens, Lobelia erinus, Lycopersicon esculentum (la tomate), Medicago, Nicotiana tabacum, Primula obconica, Solanum dulcamara, Ulmus.

## Répartition
L'espèce est recensée en Europe,,, en Australie, et au Mexique. Elle serait en réalité répandue dans le monde entier.

## Symptômes

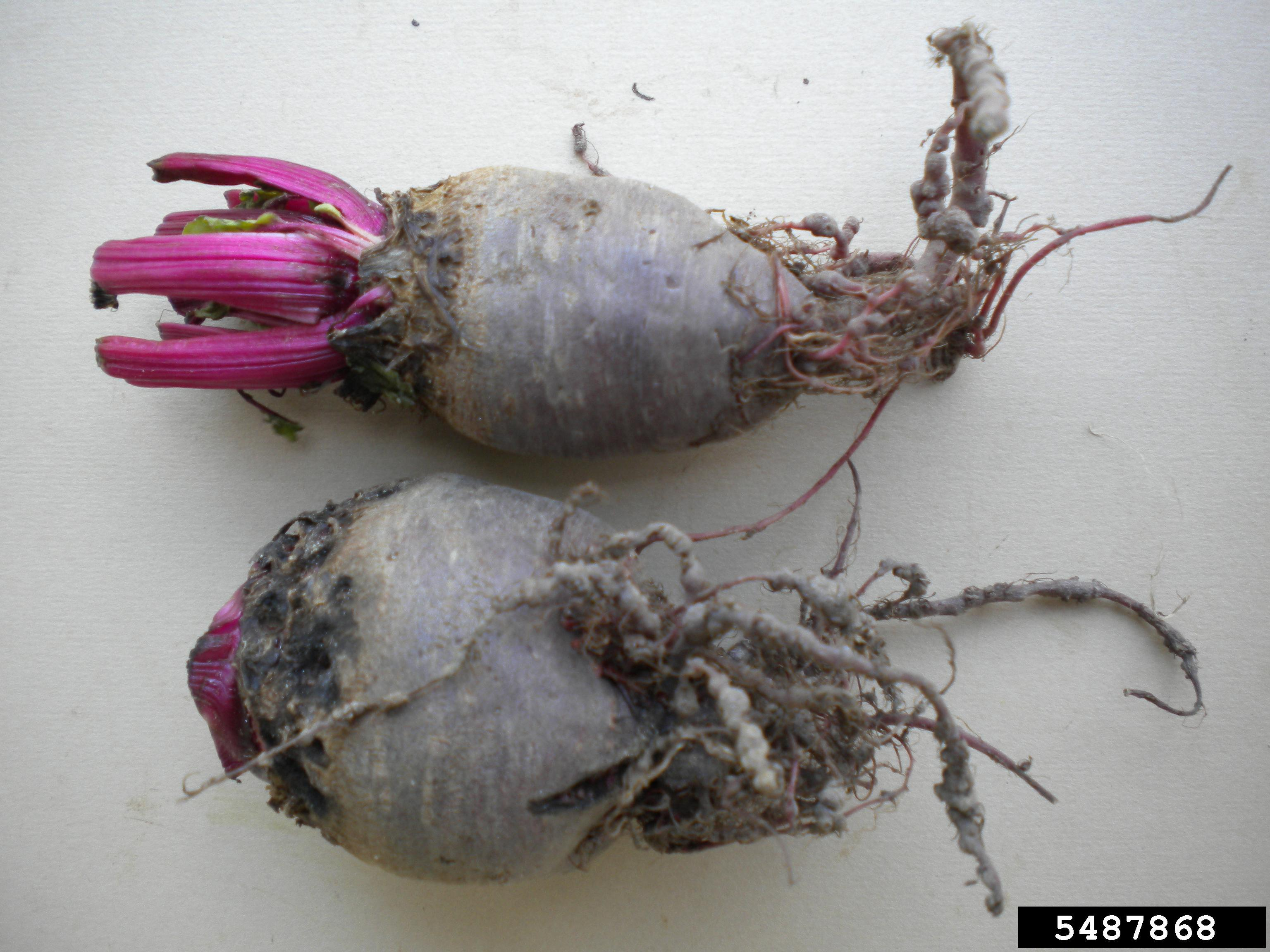
Sur Beta vulgaris.

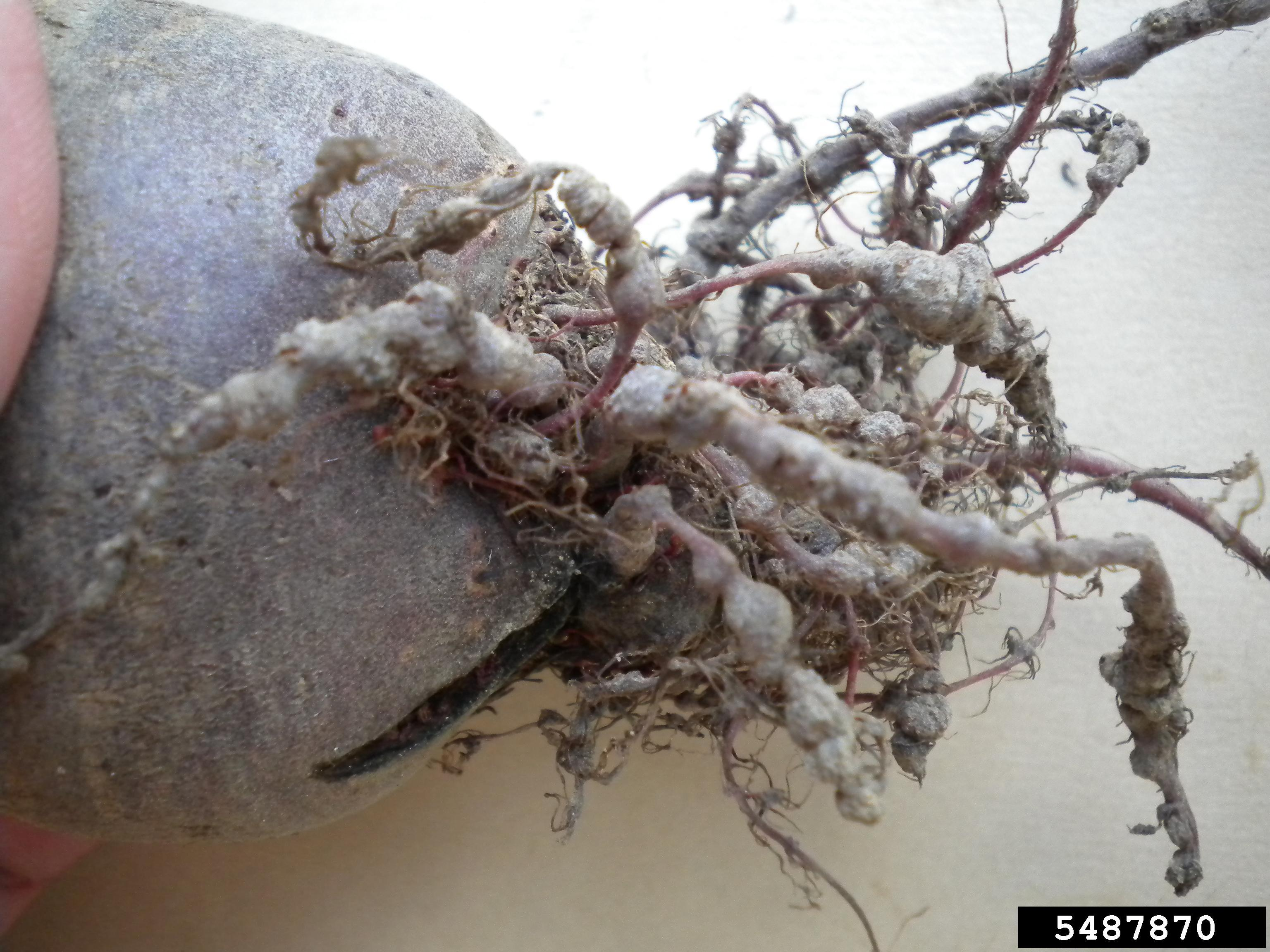
Racines de Beta vulgaris infectées.

Ce nématode provoque des galles sur les racines des plantes qu'il parasite. Ce sont des renflements rotatifs ou fusiformes des racines, de 2 à 5 mm de large. Elles contiennent des nématodes, en particulier des femelles souvent d'un blanc brillant, qui peuvent contenir des œufs.

## Systématique
Le nom scientifique complet (avec auteur) de ce taxon est Meloidogyne arenaria (Neal, 1889).
L'espèce a été initialement classée dans le genre Anguillula sous le protonyme Anguillula arenaria par James Clinton Neal en 1889.